# North Creek (Washington)
North Creek az Amerikai Egyesült Államok északnyugati részén, Washington állam Snohomish megyéjében elhelyezkedő egykori statisztikai település, amelyet a 2010-es népszámláláskor szétválasztottak Clearview, Mill Creek East, Bothell East és Bothell West településekre, továbbá területének egy részét Maltbyhez, míg egy másikat Martha Lake-hez csatolták. A 2000. évi népszámláláskor 25 742 lakosa volt.
1993. február 2-án szavazást tartottak a városi rangról, azonban a választók 59%-a elutasította a javaslatot. A North Creek-i Középiskola 2017 őszén nyílt meg.

## Fordítás
- Ez a szócikk részben vagy egészben  a   North Creek, Washington című angol Wikipédia-szócikk ezen változatának fordításán alapul.  Az eredeti cikk szerkesztőit annak laptörténete sorolja fel. Ez a jelzés csupán a megfogalmazás eredetét és a szerzői jogokat jelzi, nem szolgál a cikkben szereplő információk forrásmegjelöléseként.